# دی پر (ویسکانسین)
دی پر، ویسکانسین (به انگلیسی: De Pere) شهری در شهرستان بروان ایالت ویسکانسین است که در سال ۱۸۸۳ بنیان‌گذاری شده‌است. این شهر طبق سرشماری سال ۲۰۱۰ میلادی ۲۳٬۸۰۰ نفر جمعیت داشته‌است.